# Rakovec (gmina Šmarje pri Jelšah)
Rakovec – wieś w Słowenii, w gminie Šmarje pri Jelšah. W 2018 roku liczyła 62 mieszkańców.